# A1 Team Japan
Das A1 Team Japan (engl. Stilisierung: A1Team.Japan) war das japanische Nationalteam in der A1GP-Serie.

## Geschichte
Der Gründer des A1 Team Japan ist unbekannt; als Rennstall fungierte das britische Team Carlin Motorsport.
In der ersten Saison war das Team unteres Mittelmaß. Nachdem es mit Platz acht im Hauptrennen in Brands Hatch durch Ryō Fukuda seine ersten Punkte erzielen konnte, folgten am zweiten Rennwochenende auf dem EuroSpeedway Lausitz mit dem zehnten Platz im Sprint- und dem neunten Platz im Hauptrennen durch Hideki Noda zwei weitere Punkteresultate. Am Rennwochenende in Estoril nahm es nicht teil, da Fukuda und Noda aufgrund von Rennen in der Formel Renault 3.5 bzw. Formel Nippon verhindert waren und ein Ersatzfahrer nicht rechtzeitig bestimmt wurde. In Eastern Creek sorgte das Team mit einem Horrorunfall im Hauptrennen für Aufsehen. Das von Hayanari Shimoda pilotierte Auto kam aus ungeklärter Ursache in der schnellen ersten Linkskurve nach Start/Ziel von der Strecke ab, überschlug sich, verfehlte die Reifenstapel und schlug mit der Airbox voran in eine Betonmauer ein. Obwohl es beim Aufprall zwischen Motor und Monocoque in zwei Teile zerbrach und der Überrollbügel zerstört wurde, blieb Shimoda so gut wie unverletzt. Dieser Unfall stellt den schwersten in der A1GP-Serie dar. Am Rennwochenende in Durban nahm das Team nicht teil, da kein Ersatzmann für Shimoda gefunden werden konnte, dessen Vertrag zu diesem Zeitpunkt ausgelaufen war. Am folgenden Rennwochenende in Sentul trat er aber wieder an und erreicht mit Platz neun im Sprintrennen das vierte Punkteergebnis der Japaner. An den letzten beiden Rennwochenenden in Laguna Seca und Shanghai fehlte das Team abermals. Es beendete die Saison auf dem 21. Gesamtplatz mit acht Punkten.
In der zweiten Saison trat das Team nicht mehr an.
Das A1 Team Japan hat an sieben Rennwochenenden der A1GP-Serie teilgenommen.

## Fahrer
Das A1 Team Japan setzte an den Rennwochenenden vier verschiedene Fahrer ein, von denen alle auch an den Rennen selbst teilnahmen.

### Übersicht der Fahrer
| Fahrer                        | RG | SR | HR | RS | 1. Pl.  | 2. Pl.  | 3. Pl.  | PP | SRR | Pkt. |
| ----------------------------- | -- | -- | -- | -- | ------- | ------- | ------- | -- | --- | ---- |
| Shimoda, Hayanari (下田 隼成) | 10 | 5  | 5  | -  | 0 (0/0) | 0 (0/0) | 0 (0/0) | 0  | 0   | 2    |
| Fukuda, Ryō (福田 良)         | 2  | 1  | 1  | -  | 0 (0/0) | 0 (0/0) | 0 (0/0) | 0  | 0   | 3    |
| Noda, Hideki (野田 英樹)      | 2  | 1  | 1  | -  | 0 (0/0) | 0 (0/0) | 0 (0/0) | 0  | 0   | 3    |

Legende: RG = Rennen gesamt; SR = Sprintrennen; HR = Hauptrennen; RS = Rookie-Sessions; PP = Pole-Position; SRR = schnellste Rennrunde

## Ergebnisse
| Saison | 1         | 1         | 2          | 2          | 3       | 3       | 4          | 4          | 5      | 5      | 6      | 6      | 7      | 7      | 8      | 8      | 9         | 9         | 10        | 10        | 11       | 11       | Rang | Punkte |
| ------ | --------- | --------- | ---------- | ---------- | ------- | ------- | ---------- | ---------- | ------ | ------ | ------ | ------ | ------ | ------ | ------ | ------ | --------- | --------- | --------- | --------- | -------- | -------- | ---- | ------ |
| 05/06  | Brands H. | Brands H. | EuroSpeed. | EuroSpeed. | Estoril | Estoril | Eastern C. | Eastern C. | Sepang | Sepang | Dubai  | Dubai  | Durban | Durban | Sentul | Sentul | Monterrey | Monterrey | Laguna S. | Laguna S. | Shanghai | Shanghai | 21.  | 8      |
| 05/06  | 12 FUK    | 8 FUK     | 10 NOD     | 9 NOD      |         |         | 18 SHI     | 16 SHI     | 14 SHI | 13 SHI | 14 SHI | 15 SHI |        |        | 9 SHI  | 23 SHI | 20 SHI    | DNS SHI   |           |           |          |          | 21.  | 8      |

| Legende  | Legende            | Legende                                                          |
| Farbe    | Abkürzung          | Bedeutung                                                        |
| -------- | ------------------ | ---------------------------------------------------------------- |
| Gold     | –                  | Sieg                                                             |
| Silber   | –                  | 2. Platz                                                         |
| Bronze   | –                  | 3. Platz                                                         |
| Grün     | –                  | Platzierung in den Punkten                                       |
| Blau     | –                  | Klassifiziert außerhalb der Punkteränge                          |
| Violett  | DNF                | Rennen nicht beendet (did not finish)                            |
| Violett  | NC                 | nicht klassifiziert (not classified)                             |
| Rot      | DNQ                | nicht qualifiziert (did not qualify)                             |
| Rot      | DNPQ               | in Vorqualifikation gescheitert (did not pre-qualify)            |
| Schwarz  | DSQ                | disqualifiziert (disqualified)                                   |
| Weiß     | DNS                | nicht am Start (did not start)                                   |
| Weiß     | WD                 | zurückgezogen (withdrawn)                                        |
| Hellblau | PO                 | nur am Training teilgenommen (practiced only)                    |
| Hellblau | TD                 | Freitags-Testfahrer (test driver)                                |
| ohne     | DNP                | nicht am Training teilgenommen (did not practice)                |
| ohne     | INJ                | verletzt oder krank (injured)                                    |
| ohne     | EX                 | ausgeschlossen (excluded)                                        |
| ohne     | DNA                | nicht erschienen (did not arrive)                                |
| ohne     | C                  | Rennen abgesagt (cancelled)                                      |
| ohne     | keine WM-Teilnahme |                                                                  |
| sonstige | P/fett             | Pole-Position                                                    |
| sonstige | 1/2/3/4/5/6/7/8    | Punktplatzierung im Sprint-/Qualifikationsrennen                 |
| sonstige | SR/kursiv          | Schnellste Rennrunde                                             |
| sonstige | *                  | nicht im Ziel, aufgrund der zurückgelegten Distanz aber gewertet |
| sonstige | ()                 | Streichresultate                                                 |
| sonstige | unterstrichen      | Führender in der Gesamtwertung                                   |

Australien |
Brasilien |
China |
Deutschland |
Frankreich |
Griechenland |
Großbritannien |
Indien |
Indonesien |
Irland |
Italien |
Japan |
Kanada |
Korea |
Libanon |
Malaysia |
Mexiko |
Monaco |
Neuseeland |
Niederlande |
Österreich |
Pakistan |
Portugal |
Russland |
Schweiz |
Singapur |
Südafrika |
Tschechien |
USA